# Jouko Soini
Jouko Allan Soini (Helsinki, 2 maart 1956) is een voormalig profvoetballer uit Finland, die speelde als verdediger gedurende zijn carrière. Hij beëindigde zijn actieve loopbaan in 1984 bij de Finse club FinnPa.

## Interlandcarrière
Soini kwam – inclusief duels voor de olympische ploeg – in totaal drie keer uit voor de nationale ploeg van Finland in 1980, en scoorde één keer in dat jaar. Hij maakte zijn debuut onder leiding van bondscoach Esko Malm op 25 juni 1980 in de vriendschappelijke uitwedstrijd tegen IJsland (1-1) in Reykjavik, net als Tomi Jalo, Vesa Pulliainen, Jouko Alila en Ari Tissari. Soini vertegenwoordigde zijn vaderland in datzelfde jaar bij de Olympische Spelen in Moskou, waar Finland werd uitgeschakeld in de eerste ronde.

## Erelijst
HJK Helsinki
- Fins landskampioen

1978, 1981
- Suomen Cup

1981